# 付け下げ

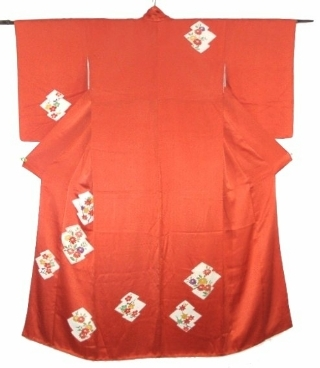
付け下げ

付け下げ（つけさげ）は付下げとも書き、日本の女性用の和服で、訪問着に次ぐ格の染めの着物である。

## 概要
訪問着と同じく、すべての模様が肩山を頂点として上向きになるよう、なおかつ、下になるほど模様が大きく（または多く）なるように置かれるが、訪問着との一番の違いは、衿と肩や、衽と前身頃、後身頃の模様が横につながっていない（絵羽模様ではない）ことである。
反物の状態で柄付けされ、販売時にも反物のまま着尺として店頭に並べられることが多い。
柄の置き方や方向の制約があるため、八掛は基本的に共生地ではない。
訪問着に近い柄ゆきのものは「付け下げ訪問着」と呼ばれる場合もある。

## 歴史
大正から昭和初期にかけて、女性の社会進出に伴い、外出着の需要が高まった。このため、訪問着ほど格式ばらず、小紋よりも高級な着物として付け下げが登場した。
小紋を作る手法から発展し、裁断すると模様の上下方向が統一されるような柄を反物に描く技術が生まれて、こうした模様の配置方法が「付け下げ」と呼ばれ、そのまま着物の種類の呼称となった。
太平洋戦争中に絵羽模様の訪問着が禁制品となったため、訪問着の代用品として定着した。花柳界の仕事着として重宝されたが、昭和30年代には幅広く着られる略礼装として流行した。初期には、華やかさでは訪問着に及ばないものであったが、次第に凝った模様の付け下げが作られるようになり、「付け下げ訪問着」と呼ばれるようなものも生まれた。

## 用途
訪問着より気楽な着物として、おしゃれ着として用いられる。
よそゆきの着物として用いるには、あっさりした柄の付け下げに織りの名古屋帯や染め帯を合わせる。
訪問着に近い柄の付け下げに袋帯や格の高い柄の織りの名古屋帯を合わせ、準礼装として用いることもあるが、あくまでおしゃれ着であり格は落ちる。
また、付け下げは訪問着よりもあっさりしているためお茶席に向いており、格の高い正式な茶会以外の一般的な茶会で着用される。